# Schauinslandia
Schauinslandia är ett släkte av steklar. Schauinslandia ingår i familjen bracksteklar.
Kladogram enligt Catalogue of Life:
| Schauinslandia | \| \| Schauinslandia alfkenii \| \| \| \| \| \| Schauinslandia femorata \| \| \| \| \| \| Schauinslandia pallidipes \| \| \| \| |
|                | \| \| Schauinslandia alfkenii \| \| \| \| \| \| Schauinslandia femorata \| \| \| \| \| \| Schauinslandia pallidipes \| \| \| \| |
|                | Schauinslandia alfkenii |
|                | |
|                | Schauinslandia femorata |
|                | |
|                | Schauinslandia pallidipes |
|                | |